# مدرسة (فلم هندي)
Paathshaala (الهندية: पाठशाला؛ مدرسة) هو فيلم بوليوود بطولة النجوم شاهيد كابور، عائشة تاكيا، علي حاجي و نانا بيتكار وإخراج ميلند يكي. القصة تدور حول الأطفال في حرم المدرسة. تعليقات على أنه نظام التعليم الهندي وأوجه القصور فيها. شاهيد كابور يلعب دور مدرس الموسيقى. وهو مستوحى من فيلم المهاراتية شالا، وجهت أيضا من قبل ميلند يكي. افتتح Paathshaala في 16 نيسان عام 2010 لمراجعات مختلطة.

## وصلات خارجية
- مقالات تستعمل روابط فنية بلا صلة مع ويكي بيانات